# Aliens: Colonial Marines
Aliens: Colonial Marines — відеогра, військово-фантастичний шутер від першої особи у всесвіті «Чужих», розроблена студією Gearbox Software для PlayStation 3, Xbox 360 і Microsoft Windows видана SEGA. Вихід спочатку був намічений на кінець 2008 року, проте був відкладений до 2009, причини затримки вказані не були. 11 лютого 2009 вихід був відкладений до виходу Aliens versus Predator — іншої гри з всесвіту Чужого і Хижака, вихід якої був запланований на 2010 рік. Потім гру знову перенесли спочатку на весну, а потім осінь 2012 року. Реліз відбувся 12 лютого 2013 року. 
Aliens: Colonial Marines розвиває події фільму «Чужі». Сюжет стартує в той момент, коли команда з чотирьох десантників (Вінтер, О'Ніл, Рейд і Гікс) прибувають на корабель «Сулако», з якого Ріплі автоматично евакуювалася в рятувальній капсулі на початку фільму «Чужий 3». Завдання загону — розслідувати подробиці подій, що сталися там. Крім «Сулако», гравці відвідають планету LV-426.
Попри успішні продажі, критики та гравці погано сприйняли Colonial Marines через низькоякісну графіку, малу тривалість, численні технічні проблеми та слабкий штучний інтелект персонажів. Ці проблеми забезпечили Colonial Marines статус однієї з найгірших відеоігор, будь-коли виданих.

## Ігровий процес
Aliens: Colonial Marines — командний шутер. Гравець управляє загоном, віддаючи накази. Щоб міцніше зв'язати гру з фільмами, розробники вирішили відмовитися від можливості підбирати зброю з підлоги — користуватися дозволено лише табельною. Кожен солдат може нести по чотири предмети: основну і допоміжну зброю, один спеціальний пристрій і гранати. Основна зброя — це частіше за все автомат або важкий кулемет. Допоміжна — це персональна зброя кожного бійця (як рушниця Гікса у фільмі). Спецобладнання дозволяє класифікувати членів команди. У нього входять: датчик руху — важкий екран, поділений на сектори, на якому синіми крапками позначені вороги поблизу; різак, що дозволяє розкривати заклинені двері; газовий пальник, що дозволяє запечатувати двері; аптечка для «оживлення» полеглих бійців і лікування кислотних опіків.
В одиночній кампанії організувати дії підлеглих допомагає інтуїтивно зрозуміла система доручень, на зразок тієї, що була в Star Wars: Republic Commando. Тобто можна наказувати товаришам по службі нападати або відступати, а також давати їм контекстні команди. Солдат займає вказану турель, розкриває вказані зачинені двері за допомогою різака тощо.
Також розробники ввели в гру систему Quick Time Events, коли гравець повинен швидко натискати потрібні клавіші, щоб виконати якусь дію, наприклад, відкинути від себе Чужого. Такі мізансцени непередбачувані і покликані надати кінематографічності подіям.

## Монстри
Ворог у грі представлений декількома видами ксеноморфів:
Facehugger — лицехват-паразит, який атакує жертву, прикріплюючись до неї, щоб відкласти в тілі зародок Чужого.
Scout — ксеноморфи, що діють приховано і нападають з укриття.
Warrior — ксеноморфи-воїни, нагадують особин з другого фільму циклу. Користуються чисельною перевагою.
Drone — трутень-ксеноморф з фільму Чужий.
Queen — королева ксеноморфів, що грає роль боса в грі.
Також в грі наявні перестрілки з іншими людьми.

## Сюжет
Через 17 тижнів після подій фільму «Чужі» космічний корабель «Сефора» доставляє загін колоніальних морських піхотинців для дослідження космічного корабля «Сулако», що обертається навколо супутника LV-426. Корабель заражений ксеноморфами і перша спроба штурму корабля провалилася. Капрал Крістофер Вінтер, рядовий Пітер О'Ніл і рядова Белла Кларісон дізнаються, що ворожі найманці, які працюють на корпорацію «Вейланд-Ютані», керують «Сулако» і розводять на борту ксеноморфів для вивчення. Обидва кораблі гинуть при зіткненні. Піхотинці разом з командиром капітаном Крузом, андроїдом «Сефори» Бішопом і пілотом-лейтенантом Лізою Рейд втікають на борт свого десантного шаттла та знаходять притулок у руїнах колонії Гедлі Гоуп на LV-426.
На Кларісон напав лицехват, але Круз наказує Вінтеру замість шукати медичну допомогу, вирушити до сусіднього дослідницького центру «Вейланд-Ютані», щоб ідентифікувати невідомого в'язня з «Сулако». Намагаючись попри те врятувати Кларісон, Вінтер і О'Ніл доставляють її до лікарів «Вейланд-Ютані», аби вони видалили ембріона ксеноморфа з її тіла. Однак медичний офіцер пояснює їм, що плацента ксеноморфа уб'є заражену людину, навіть якщо видалити ембріон. Кларісон помирає, коли з неї вилуплюється грудолом.
Вінтер і О'Ніл знаходять дані, що таємничим в'язнем є капрал Двейн Гікс. Гікс пояснює, що «Вейланд-Ютані» захопила «Сулако» до його прибуття на планету Фіоріна 161. Пожежа в анабіозному відсіку згодом призвела до того, що Еллен Ріплі, Ньюта та Бішопа викинуло з корабля разом із тілом невпізнаного чоловіка, якого помилково прийняли за капрала. Сам Гікс був схоплений персоналом «Вейланд-Ютані» та підданий тортурам під час допиту під наглядом андроїда Майкла Вейланда в спробі дізнатися більше про походження ксеноморфів і отримати контроль над озброєнням «Сулако». Від Гікса морські піхотинці також дізнаються, що в дослідницькому центрі пришвартовано корабель, який підтримує надсвітлові польоти, і це шанс утекти.
Зібравши решту персоналу «Сефори» в колонії, Круз наказує атакувати комплекс «Вейланд-Ютані» в надії захопити корабель. Вінтер і Гікс очолюють наступ, але корабель відлітає незадовго до того, як вони наближаються. В останній відчайдушній спробі врятуватися Круз сідає в шаттл, наздоганяє корабель і врізається в його ангар. Вінтер стикається з королевою ксеноморфів в ангарі та намагається катапультувати її за допомогою системи спуску вантажу, але зазнає невдачі, бо королева знову піднімається на борт. Круз жертвує собою, запустивши шаттл у королеву та викинувши її з корабля. Вінтер, О'Ніл, Рейд, Бішоп і Гікс протистоять Вейланду, якого Гікс зрештою страчує. Бішоп підмикається до знищеного андроїда і заявляє, що у нього є «все».

## Сприйняття
| Агрегатор  | Оцінка                                 |
| ---------- | -------------------------------------- |
| Metacritic | 45/100 (PC) 43/100 (PS3) 48/100 (X360) |

| Видання       | Оцінка                       |
| ------------- | ---------------------------- |
| 1Up.com       | D                            |
| Destructoid   | 2.5/10                       |
| Edge          | 5/10                         |
| Eurogamer     | 3/10                         |
| Game Informer | 4/10                         |
| GameSpot      | 4.5/10                       |
| GameTrailers  | 5.9/10                       |
| IGN           | 5/10 (PC) 4.5/10 (PS3, X360) |

Aliens: Colonial Marines отримала численні несхвальні відгуки критиків. Головні скарги були спрямовані на штучний інтелект ворогів і товаришів за командою. Чужі не проявляли раціональної тактики, замість цього вони безладно бігали територією, іноді застрягаючи в декораціях. Товариші ігнорували загрози, стріляли врізнобіч або не стріляли, коли це потрібно, ставали на лінії вогню. Причина полягала в помилці в коді, а саме «teather» замість «tether» (прив'язка). Через це персонажі втрачали «прив'язку» до орієнтирів на місцевості й не могли адекватно діяти.
Оцінки на Metacritic склали 45/100 у версії для ПК, 43/100 для PlayStation 3 і 48/100 для Xbox 360.
Тристан Оджилві в рецензії IGN виніс вердикт, що Aliens: Colonial Marines нічим принципово не відрізняється від інших шаблонних шутерів, виданих за останні двадцять років. Версія для ПК не має стільки технічних проблем, як консольні версії, та це далеко не той рівень, якого слід очікувати від гри 2013 року. Є почуття ностальгії, якими можна насолоджуватися, але незабаром воно зникає. Aliens: Colonial Marines, безумовно, створювали з великою любов'ю до франшизи, просто потрібно було трохи більше відшліфувати гру та проявити більше фантазії.
Кевін Ванорд на GameSpot похвалив, що гра розважає в багатокористувацькому режимі та пропонує цікавий стелс. На цьому, — писав він, — переваги закінчуються, бо сюжет Colonial Marines здебільшого позбавлений напруги та викликів, темп гри всюди однаковий, кооперативна гра суперечить наративу, а ще є застаріла графіка та численні технічні помилки. Зокрема, багато рівнів були явно розроблені для самітного проходження і гра в команді з іншими людьми призводить лише до тисняви. Спецефекти, такі, як вогонь і слиз, непереконливі, а погано анімовані люди більше нагадують роботів. Вороги з'являються саме там, де цього слід очікувати і тому вся гра стає просто нудною.

## Цікаві факти
- Gearbox Software спеціально запросили дизайнера інтер'єрів з фільму і навіть консультувалися з Kodak з питань відповідності кольорів на плівці з цифровим зображенням.
- У 2001 році розроблялася гра з такою ж назвою, Aliens: Colonial Marines, для PlayStation 2. Гру створювала студія Check Six Games, під видавництвом Electronic Arts. Події гри розгорталися між другою і третьою частинами фільму. Проєкт був закритий.